# Katolická církev v Turecku

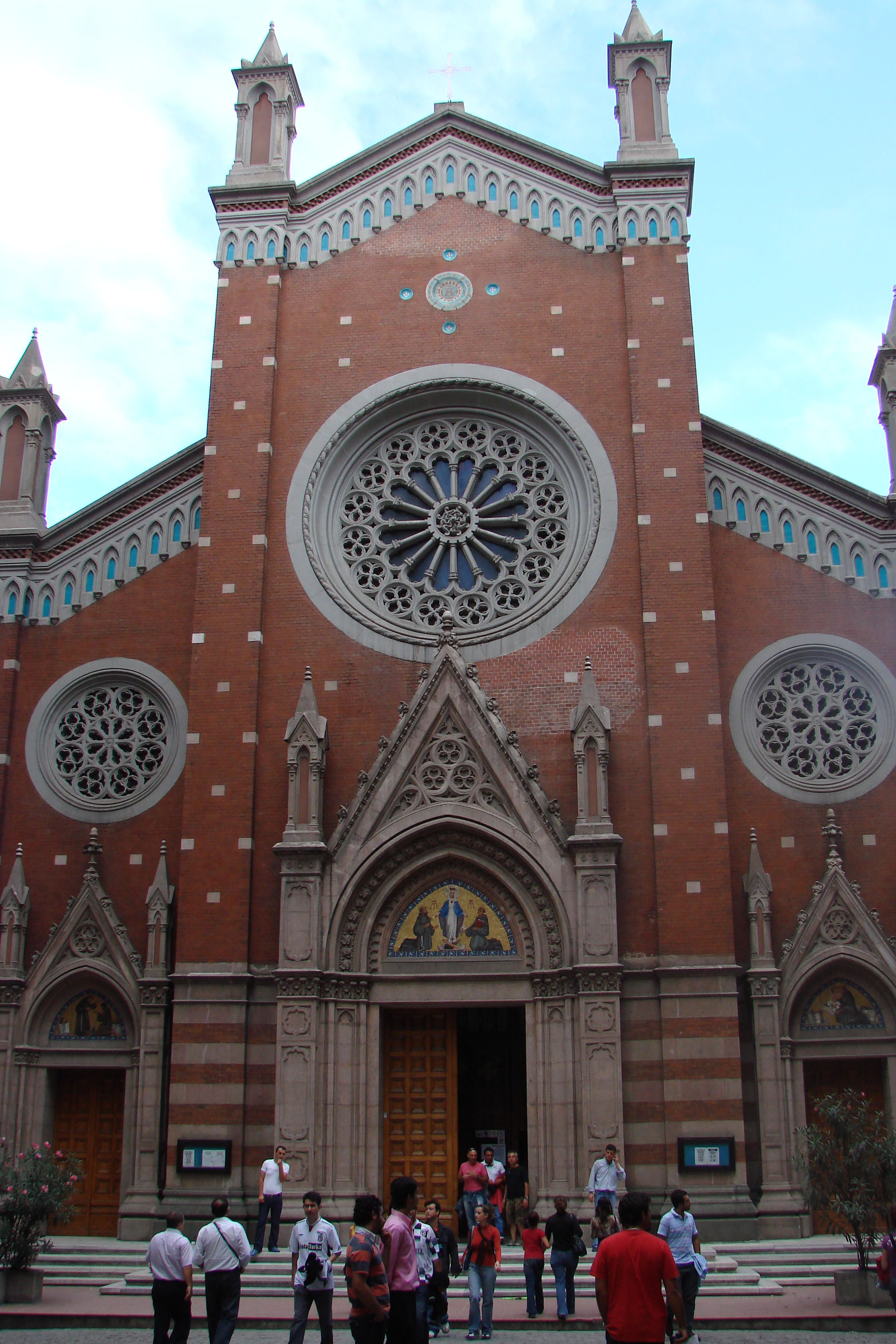
Největší římskokatolický svatostánek je katedrála svatého Antonína z Padovy, která se nachází v Istanbulu

Katolická církev tvoří v Turecku jednu z četných náboženských menšin. Přestože stoupenci žádného náboženství nejsou v tureckém sekulárním státě privilegovanými, islám je zde stále dominantní (99 % obyvatel země jsou muslimové). Kromě něj ale vyznávají někteří Turci či příslušníci národnostních menšin ale také i pravoslaví či jsou stoupenci protestantských křesťanských směrů. Celkem je v Turecku zhruba 21 500 římských katolíků. Ritus zde rozšířený je jak latinský, tak i byzantský, arménský, či asyrský, tj. chaldejský.
Vztahy mezi katolíky a muslimy jsou v zemi sice na relativně přijatelné úrovni, avšak čas od času dochází k různým incidentům (například zavraždění italského kněze Santoreho či v souvislosti s návštěvou papeže Benedikta XVI.). Právě návštěva papeže v Turecku v listopadu 2006 v atmosféře napětí mezi křesťany a muslimy vzhledem ke kauze karikatur proroka Mohameda bylo pro turecké stoupence Římskokatolické církve významnou událostí.

## Římský ritus
- Arcidiecéze izmirská (zal. 1818) – současný arcibiskup Ruggero Franceschini, O.F.M. Cap.
- Apoštolský vikariát Anatolie (zal. 1990) – sede vacante apoštolský administrátor Ruggero Franceschini, O.F.M. Cap.
- Apoštolský vikariát Istanbul (zal. 1742) – současný vikář Louis-Armel Pelâtre, A.A.[1]

## Arménský ritus
- Archieparchie Istanbul (zal. 1830) – současný arcibiskup Hovhannes Tcholakian

## Chaldejský ritus
- Archieparchie Diyarbakır (zal. 1966) – sede vacante apoštolský administrátor Joseph Pallikunnel

## Řecký ritus
- Apoštolský exarchát Istanbul (zal. 1911) – sede vacante apoštolský administrátor Louis-Armel Pelâtre, A.A.

## Syrský ritus
- Patriarchální exarchát v Turecku (zal. 1991) – současný exarcha Yusuf Sağ